# Фосфонистые кислоты
Фосфонистые кислоты — тип фосфорсодержащих органических соединений. Таутомерны, имеют две общих формулы: R-P(O)H-OH и R-P(OH)2 с преобладанием первой формы.

## Физические свойства
Фосфонистые кислоты являются жидкими или твердыми веществами. Они растворяются в органических растворителях, а низшие фосфонистые кислоты растворимы в воде и выступают как кислоты средней силы.
В спектрах ЯМР 31P для фосфонистых кислот имеют дублет в области 15-40 м д. Константа спин-спинового взаимодействия составляет 400—500 Гц.

## Химические свойства
1. Образование солей:

{\displaystyle {\mathsf {RPH(O)OH+NaOH\rightarrow RPH(O)ONa+H_{2}O}}}
1. диспропорционируют при нагревании

{\displaystyle {\mathsf {2RPH(O)OH\rightarrow RPH_{2}+RP(O)(OH)_{2}}}}
1. частичное окисление до фосфоновых кислот

## Получение
Получают гидрофосфилированием олефинов

## Применение
Некоторые фосфонистые кислоты применяются в качестве пестицидов.